# Syntelia
Syntelia là một chi bọ cánh cứng kích thước trung bình trong họ Synteliidae.. Chúng phân bố ở trung tâm México và chân Á.